# Ranunculus transalaicus
Ranunculus transalaicus är en ranunkelväxtart som beskrevs av Nikolai Nikolaievich Tzvelev. Ranunculus transalaicus ingår i släktet ranunkler, och familjen ranunkelväxter. Inga underarter finns listade i Catalogue of Life.